# Condado de Rice (Minnesota)
O Condado de Rice é um dos 87 condados do estado americano de Minnesota. A sede do condado é Faribault, e sua maior cidade é Faribault. O condado possui uma área de 1 337 km² (dos quais 48 km² estão cobertos por água), uma população de 56 665 habitantes, e uma densidade populacional de 44 hab/km² (segundo o censo nacional de 2000). O condado foi fundado em 1855.